# Nguyễn Tấn Dũng
Nguyễn Tấn Dũng (Cà Mau, 17 november 1949) is een Vietnamese politicus. Tussen 2006 en 2016 was hij de minister-president van Vietnam.

## Biografie
Op zijn twaalfde meldde hij zich vrijwillig aan bij de Vietcong. Hij diende in Rạch Giá in het zuiden van het land als verpleegkundige. Hij raakte vier keer gewond in de Vietnamoorlog. Nguyễn Tấn Dũng studeerde rechten en werd in 1967 lid van de Communistische Partij van Vietnam. Tussen 1997 en 2006 was hij vicepremier onder het premierschap van Phan Văn Khải.
Op 27 juni 2006 werd Nguyễn Tấn Dũng, nadat hij door zijn voorganger Phan Văn Khải werd genomineerd, door de Nationale Vergadering tot minister-president benoemd. Hij wordt door de buitenwereld als progressief beschouwd. Zo was hij de eerste minister-president van Vietnam die het Vaticaan bezocht en daar een ontmoeting had met de paus. Na twee termijnen als premier werd hij in april 2016 opgevolgd door Nguyễn Xuân Phúc.